# Mantophryne
Mantophryne é um gênero de anfíbios da família Microhylidae.
As seguintes espécies são reconhecidas:
- Mantophryne axanthogaster Kraus & Allison, 2009
- Mantophryne insignis Günther & Richards, 2016
- Mantophryne infulata (Zweifel, 1972)
- Mantophryne lateralis Boulenger, 1897
- Mantophryne louisiadensis (Parker, 1934)